# Abus sexuels dans la congrégation des Frères du Sacré-Cœur
Pour un article plus général, voir Abus sexuels sur mineurs dans l'Église catholique au Canada.
Les abus sexuels dans la congrégation des Frères du Sacré-Cœur désignent les agressions sexuelles commis au sein de cette institution par certains de ses clercs et agents pastoraux. 
À la suite de deux actions collectives pour des sévices sexuels au Québec, un protocole d'accord, signé en septembre 2021, permet le versement de 60 millions de dollars aux victimes des Frères du Sacré-Cœur. En septembre 2021, il est dénombré 250 victimes issues d'une cinquantaine établissements d'enseignement et 93 agresseurs membres des Frères du Sacré-Cœur, pour des abus sexuels entre 1932 et 2008. Deux autres dossiers concernant des prêtres pédophiles en Afrique sont rendus publics. 

## Historique

### Recours collectifs au Québec

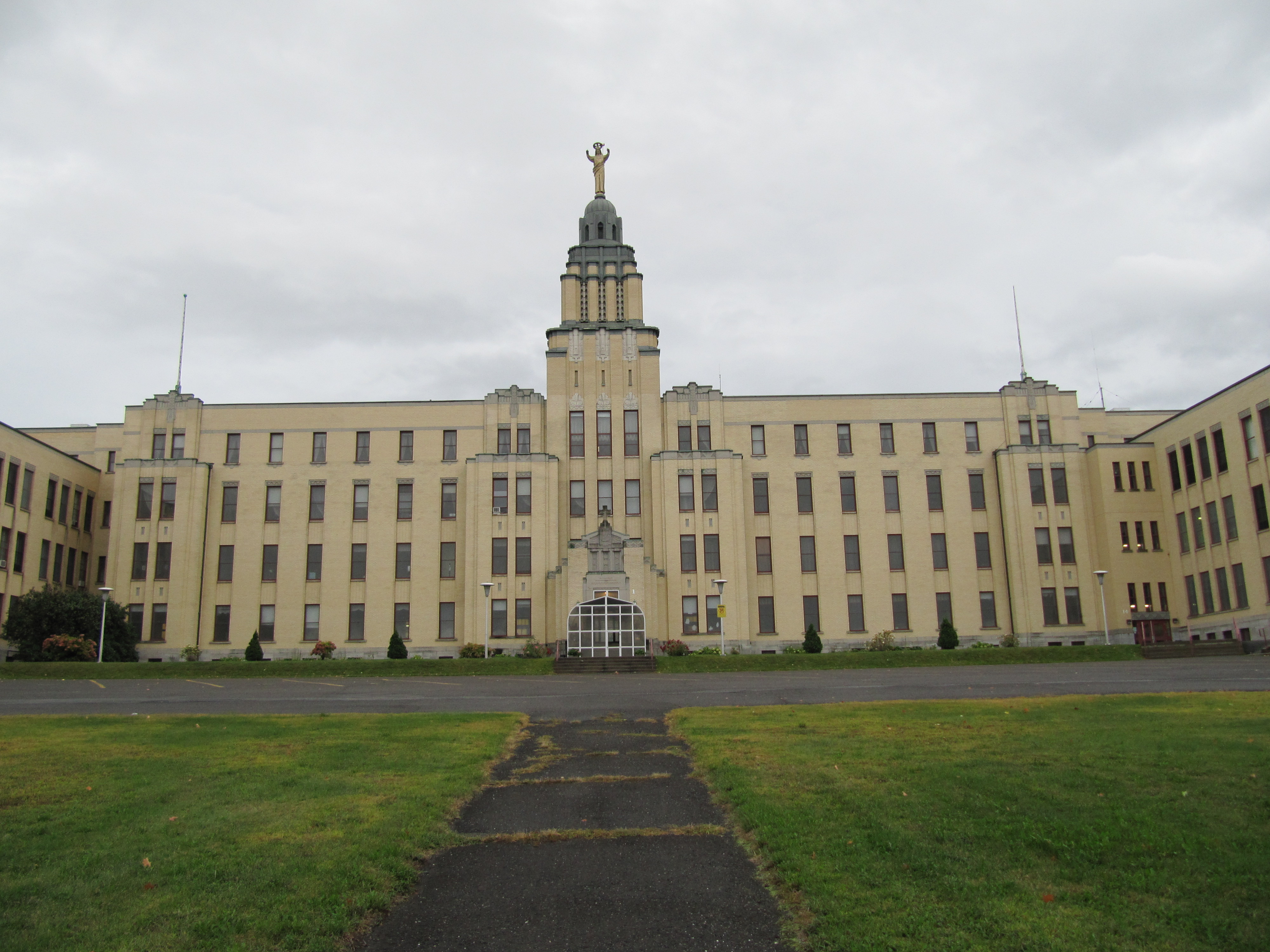
Collège Mont-Sacré-Cœur.

En 2016, une demande de recours collectif est engagée contre les Frères du Sacré-Cœur concernant des abus sexuels au sein du Collège Mont-Sacré-Cœur de Granby au Québec, dont ils ont la responsabilité jusqu'en 2004. Les agressions sexuelles se sont déroulées pendant 40 ans entre 1940 et 1980. Les agresseurs sont des professeurs ou des surveillants des dortoirs, membres de la communauté des Frères du Sacré-Cœur. Parmi eux le prêtre Claude Lebeau est accusé, par un homme mineur à l'époque des faits, de 300 agressions sexuelles.
Une deuxième requête est engagée au Québec, en 2019, concernant notamment le prêtre Léon Maurice Tremblay. Ce dernier aurait agressé un enfant en 1978 et 1979 au Manoir seigneurial des Éboulements. Par ailleurs sont citées, les écoles Notre-Dame-du-Rosaire et Saint-Jean-Baptiste, à Sherbrooke, une école située à Roxton Pond ainsi que l’école Saint-Eugène et enfin les Petits chanteurs à Granby,.
Par décision judiciaire en date du 2 septembre 2021, les Frères du Sacré-Cœur sont dans l'obligation de dédommager les victimes d’abus sexuels à hauteur de 60 millions de dollars. Celles-ci doivent se déclarer avec le 30 juillet 2022 . En septembre 2021, 250 victimes se sont faites connaitre issues du Collège du Mont-Sacré-Cœur de Granby mais aussi dans une cinquantaine d’autres établissements du Québec pour des agressions sexuelles entre 1932 et 2008. Il est dénombré 93 agresseurs membres des Frères du Sacré-Cœur,.

### Abus en Afrique

#### Marcel Courteau
En 2016, le prêtre québécois Marcel Courteau, membre des Frères du Sacré-Cœur, est accusé d'avoir agressé des enfants à Madagascar, au Sénégal et au Togo.

#### Albert Maës
Une enquête journalistique de Cash Investigation, diffusée en 2017, révèle que le frère Albert Maës a violé une quarantaine d'enfants à Conacry, en Guinée, au sein du Football Club Séquence de Dixinn qu'il avait fondé. En 2002, afin de le soustraire à la justice guinéenne, les Frères du Sacré-Cœur le rapatrient en France près du Puy-en-Velay, puis au siège de la communauté religieuse à Lyon.
Le 7 septembre 2017, à la suite de la diffusion de Cash Investigation, il est mis en examen pour viol sur mineur commis en Guinée par le parquet du Puy-en-Velay,.
Le 22 février 2024, l'association Mouv'enfants manifeste en soutien aux victimes guinéennes devant le siège des Frères du Sacré-Cœur, à Lyon, pour demander que le frère Albert Maës soit enfin jugé,,.